# Johann Peter Ahlers

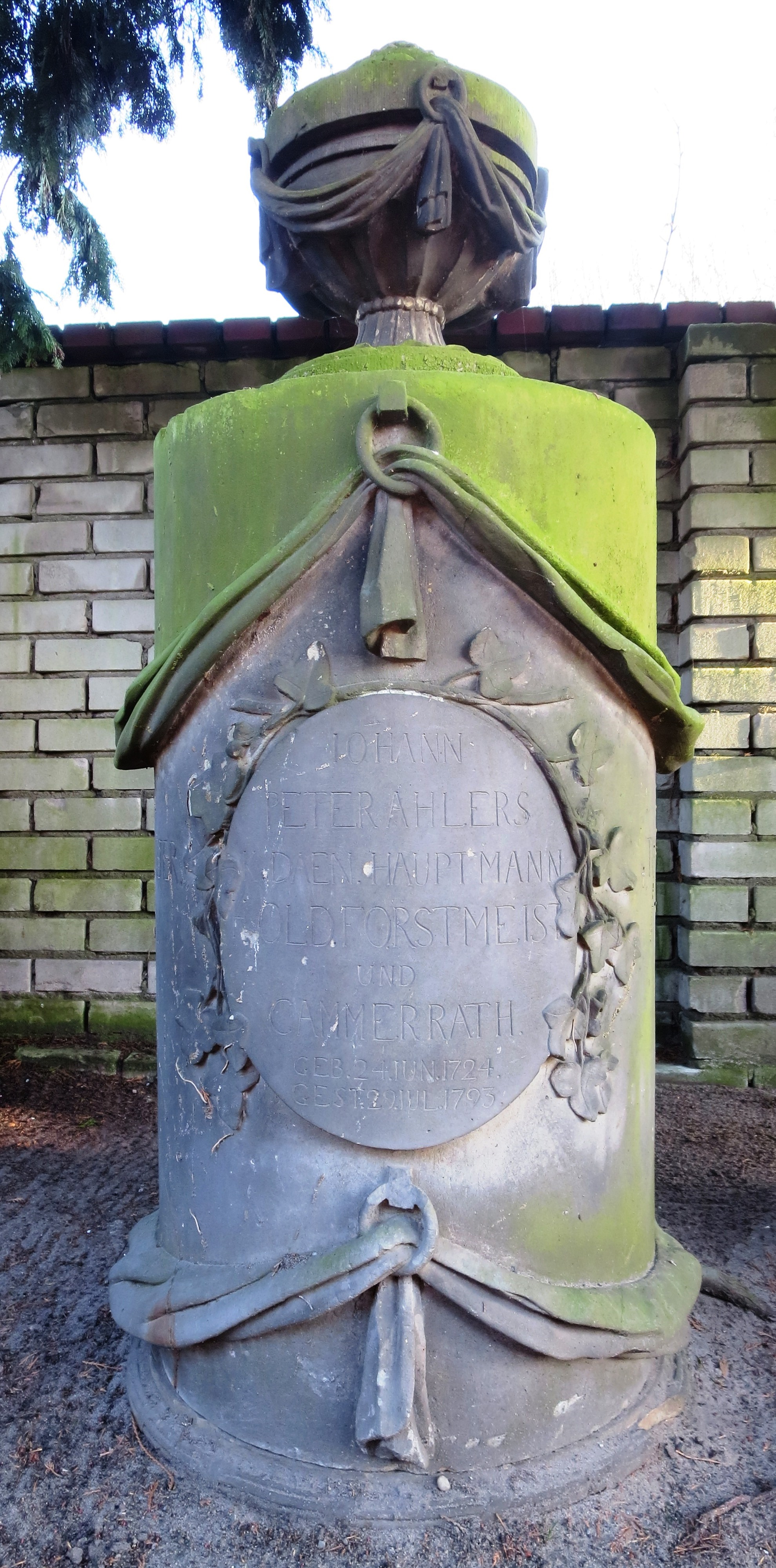
Grabstein auf dem alten Osternburger Friedhof

Johann Peter Ahlers (* 24. Juni 1724 in Oldenburg; † 29. Juli 1793 in Osternburg) war ein Forstmeister in den Grafschaften Oldenburg und Delmenhorst.

## Leben und Werk
Johann Peter Ahlers entstammte einer Kaufmannsfamilie und war der jüngste Sohn des Quartiermeisters beim Oldenburgischen Nationalregiment Oeltje Ahlers (* 1693) und der Wiefelsteder Pastorentochter Anna Lucie geb. Meyer. Wie sein Vater diente er zunächst ebenfalls im Oldenburgischen Nationalregiment und brachte es bis zum Captain.
1752 heiratete er die Hoferbin Anna Elisabeth Bolken aus Wehnen, die allerdings bereits im Jahr darauf verstarb. Im Oktober 1753 heiratete Ahlers daraufhin die Pfarrerstochter Catharina Johanna Most. Der Bauernhof in Wehnen, den seine erste Frau in die Ehe eingebracht hatte, bildete die Grundlage für den ausgedehnten Besitz, den Ahlers durch geschickte Zukäufe, planmäßige Verbesserungen und die Einrichtung von Schäfereien, einer Fischzucht sowie Bienenzucht in großem Maßstab noch erheblich erweiterte. Im März 1761 beauftragte ihn der dänische Statthalter in Oldenburg Graf Lynar mit einer Untersuchung der oldenburgischen Forsten und ernannte ihn auch zum Regierungsvertreter in der Holzverkaufskommission. Als das Nationalregiment 1764 in seinem Bestand verringert und 1767 endgültig aufgelöst wurde, bemühte sich Ahlers, in den oldenburgischen Forstdienst zu treten. 1771 wurde er zum Holzvogt sowie zum Forst- und Wildmeister der Grafschaften Oldenburg und Delmenhorst ernannt. Ahlers war in forstwirtschaftlicher Hinsicht ein reiner Autodidakt, konnte jedoch auf umfangreiche praktische Erfahrungen zurückgreifen.
Durch Samenaussaat schuf er in seiner Amtszeit die ersten größeren Nadelholzbestände in Oldenburg. Die Parkanlage Everstenholz in Oldenburg, im Stile eines französischen Parks angelegt, ist sein Werk.
Nach der Trennung der Grafschaften von Dänemark 1773 wurde Ahlers zunächst von der neuen Regierung in seinen Ämtern bestätigt. Allerdings geriet er mit seinen Ansichten im Zuge der nach 1779 einsetzende Umwandlung des oldenburgischen Forstwesens zunehmend in Konflikt mit Kollegen und Vorgesetzten. Seine Zuständigkeit wurde in der Folge zeitweise auf den Forstdistrikt Oldenburg beschränkt und Ahlers verlor sein Stimmrecht in der Kammer. 1790 wurde er dann wieder an die Spitze des gesamten Forstwesens gestellt, an dessen Neuordnung er trotz aller negativen Begleiterscheinungen einen wesentlichen Anteil hatte.
Johann Peter Ahlers wohnte seit 1768 am Äußersten Damm in Osternburg. Im Jahre 1785 zählte Ahlers zu den Gründungsmitgliedern der Casino-Gesellschaft Oldenburg. Ein Grabstein auf dem Osternburger Friedhof und ein Straßenname in Oldenburg-Bürgerfelde („Ahlersweg“) halten die Erinnerung an Ahlers wach. Im Stadtmuseum Oldenburg zeigt ein Gemälde Johann Peter Ahlers 1766 im Kreise seiner Familie.